# Vũ Thành (huyện)
Vũ Thành (tiếng Trung: 武城县, Hán Việt: Vũ Thành khu) là một huyện thuộc địa cấp thị Đức Châu, tỉnh Sơn Đông, Cộng hòa Nhân dân Trung Hoa. Huyện này có diện tích 751 km2, dân số năm 2001 là 370.000 người (2001). Huyện Vũ Thành được chia thành các đơn vị hành chính gồm 5 trấn và 3 hương.